# Bonnie St. Claire
Bonnie St. Claire, pseudoniem van Bonje Cornelia Swart (Rozenburg, 18 november 1949) is een Nederlands zangeres.

## Biografie

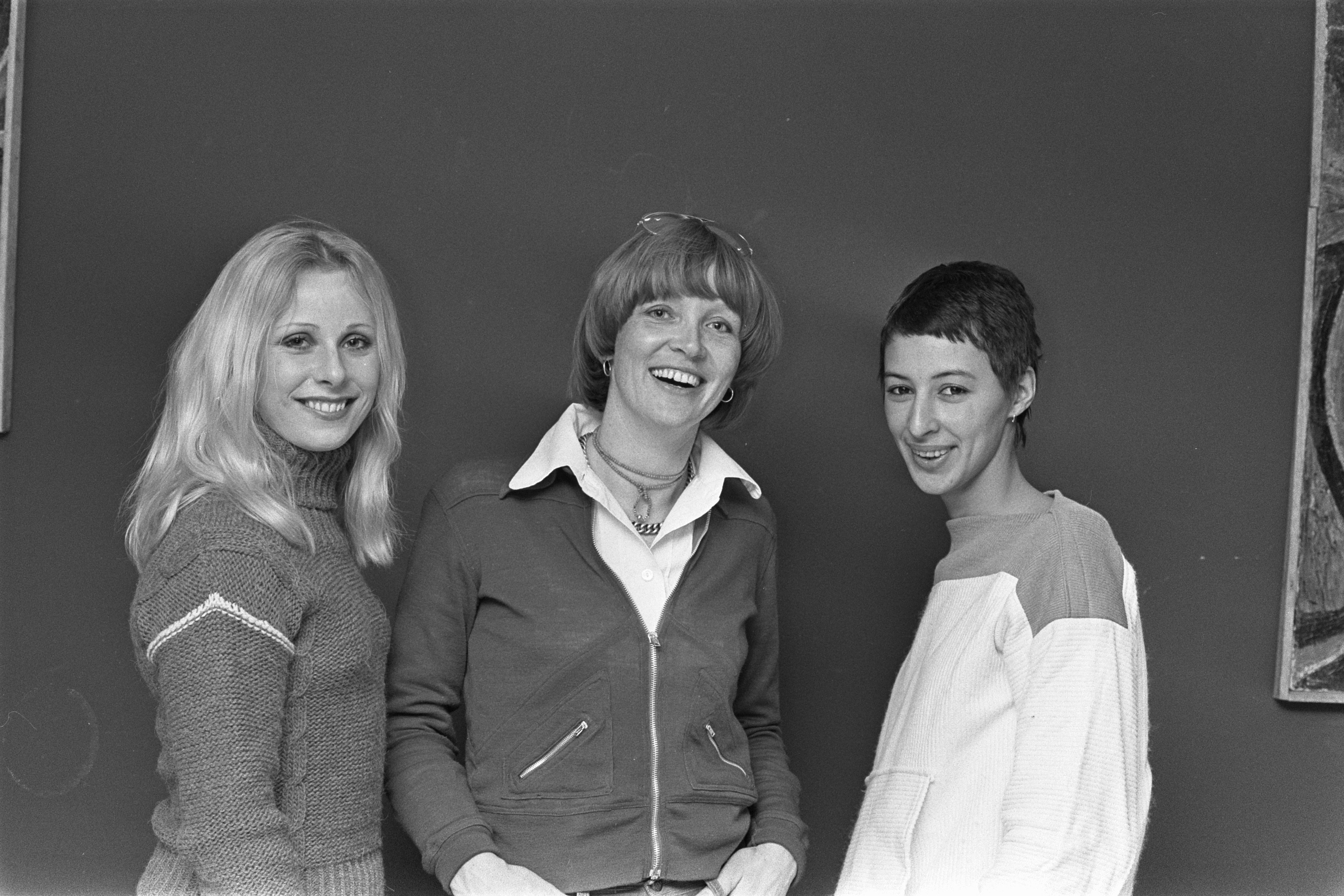
Bonnie St. Claire, Ati Dijckmeester en Heddy Lester op de dag van het Nationaal Songfestival 1977

Bonnie St. Claire werd geboren op een binnenvaartschip, als dochter van een schippersechtpaar. Zij besteedden de opleiding van hun dochter uit aan een internaat in Amsterdam. Toen haar broer geboren werd trok het echtpaar aan wal en ging in de Amsterdamse wijk Staatsliedenbuurt wonen, grenzend aan de Jordaan. Vader speelde mondharmonica en moeder de accordeon; ze kreeg er muziek (en accent) mee van Johnny Jordaan en Tante Leen. Zelf begon ze met gitaarspelen en zingen. Een verbroken kalverliefde leidde onder aanvoering van haar moeder tot haar eerste groepje The Topsy’s met een in Bonnies ogen oud repertoire. Een feestje komend uit een familiebezoek aan Vlissingen in 1966 leidde tot een ontmoeting met Peter Koelewijn, die er een concert gaf en een zangeres zocht. Hij wilde dat ze op het podium kwam en een liedje meezong. Zij gaf aan wel te willen, maar voelde zich te bleu om dat ook te doen. Koelewijn liet het er niet bij zitten en bezocht later een concert van The Topsy’s en vroeg haar opnieuw. Ze waagde toen wel de sprong. Koelewijn verzon toen ook haar artiestennaam, volgens de zangeres een personage uit een stripboek (Captain St.Clair) waar een e achter gezet werd om het een vrouwelijke uitstraling te geven. In 1967 kreeg ze via Koelewijn een platencontract en maakte ze onder de artiestennaam Bonny St. Claire haar eerste single.
In de eerste helft van de jaren 70 scoorde ze enkele solohits, aanvankelijk nog Engelstalig en onder meer met "Tame me tiger" dat doet denken aan de muziek van de destijds populaire groep The Troggs en het balladachtige nummer "I Won't Stand Between Them". Ook deed ze mee met een Duits schlagerfestival. In 1972 ging ze samenwerken met de groep Unit Gloria, waarmee ze verschillende hits in Nederland en in het buitenland scoorde. In 1975, na de single "Rocco Don't Go", stopte de samenwerking. Later dat jaar deed ze mee met het artiestenensemble van het label Philips dat de kersthit "Een heel gelukkig kerstfeest" de top tien in zong. In de zomer van 1976 bracht ze de single "Dokter Bernhard" uit, waarop Ron Brandsteder te horen is als dokter Bernhard. In hetzelfde jaar scoorde ze haar enige nummer 1-hit tezamen met Don Mercedes met wie ze de single "Rocky" uitbracht. De single behaalde zowel in de Nederlandse Top 40 als in de Nationale Hitparade twee weken de hoogste positie. Tevens stond de plaat hoog genoteerd in de TROS Europarade op Hilversum 3.
In 1977 met de Conny Vandenbos-cover "Ik ben gelukkig zonder jou". In 1980 deed ze mee met een ensemble op "Het grote sprookjeslied".
Ook in de eerste helft van de jaren 80 scoorde St. Claire enkele grote hits in Nederland, waaronder "Pierrot", "Bonnie kom je buiten spelen", "Jij en ik" en "Sla je arm om mij heen". Met zangeres José zong ze bovendien enkele duetten, vooral Nederlandstalige covers van hits van ABBA, waaronder "Zoals vrienden doen" en "Cassandra" en in 1982 deed ze mee met de benefietsingle "Een kind een kind".

## Jaren 90 en later
Hierna brak een periode aan waarin St. Claire geen hits meer scoorde. Deze periode werd in 1991 onderbroken door twee hits. Daarna scoorde ze geen hits meer, hoewel ze nog enkele singles uitbracht. Wel bleef ze actief optreden. Op 3 augustus 2010 kwam St. Claire (samen met Gerard Joling) met een remake van de single "Morgen wordt alles anders" uit 1991.
In 1992 scheidde ze na een huwelijk van veertien jaar van Unit Gloria-gitarist en platenplugger Albert Hol. In december 2004 trouwde St. Claire met haar 19 jaar jongere vriend Arne Jan Jongebloed. Het huwelijk werd rechtstreeks door SBS6 op de Nederlandse televisie uitgezonden. In 2023 zijn ze na een huwelijk van 19 jaar gescheiden.

### Alcoholverslaving
In 2004 werd St. Claire door de rechter veroordeeld tot 20 dagen gevangenisstraf, omdat ze in 1997 voor de derde keer een auto-ongeluk had veroorzaakt onder invloed van alcohol. Eerder had ze al een taakstraf gekregen voor het veroorzaken van een ongeluk onder invloed van alcohol.
In november 2008 werd St. Claire met een ernstige leverbeschadiging (cirrose) ten gevolge van haar alcoholprobleem opgenomen in het ziekenhuis.
In 2021 kwam haar autobiografie Kwam een vrouw bij de slijterij uit, waarin St. Claire vertelt sinds 2018 geen alcohol meer te drinken.

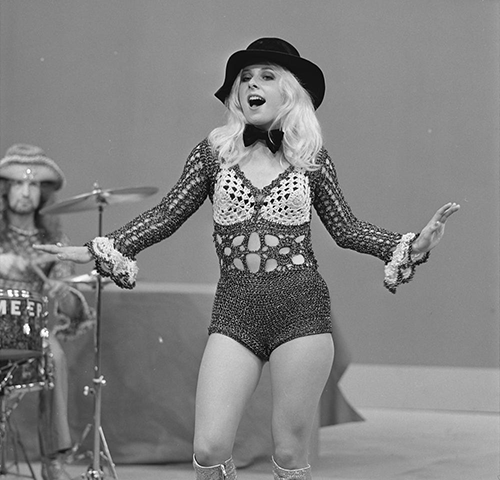
Bonnie St. Claire in Toppop

### Optredens in televisieprogramma's
In 1974 was zij enkele malen te gast in Van Oekels Discohoek met Sjef van Oekel waar zij een paar van haar liedjes zong met Unit Gloria (Voulez-vous en Knock on my door).
In 2006 was zij de hotelier in Hotel Big Brother.
Op 17 januari 2007 nam St. Claire deel aan De Nationale IQ Test, georganiseerd en op televisie uitgezonden door de omroep BNN. Volgens het spelletje zou zij een IQ van 52 hebben. Volgens de redactie van het programma was ze vaak te laat met het indrukken van het juiste antwoord.
Ze was in 2007 wekelijks samen met Viola Holt te zien in het Tien-programma Het glas is half vol waarin de twee samen feestjes afstruinden. Dit programma werd al snel van de buis gehaald. In 2008 stond St. Claire drie avonden in de Amsterdam ArenA tijdens Toppers in concert 2008.
In oktober 2008 was St. Claire te zien in een bijrolletje in de Halloweenfilm Eddie the Movie van Eddie de Clown, hierin speelt St. Claire een cameo als karakter van het pretpark Walibi World.
Op 2 februari 2011 deed St. Claire mee met het programma Ali B op volle toeren, waarin zij werd gekoppeld aan de rapper Darryl. St. Claire zong hierin een bewerking van het lied "Eeyeeyo" (2009) en Darryl, Ali B en Brownie Dutch maakten een bewerking van "Bonnie kom je buiten spelen" (1980).
Eind 2012, begin 2013 speelde ze in een Bob jij of Bob ik?-televisiespotje.
In 2018 was ze wederom gastartiest tijdens de concerten van De Toppers in de Johan Cruijff ArenA. In 2023 was St. Claire te zien als secret singer in het televisieprogramma Secret Duets. In juli 2023 staat ze tijdens een jubileumavond van "Amsterdam Beatclub" in Paradiso.
In 2023 zong ze in het satirische televisieprogramma Even Tot Hier, samen met Ron Brandsteder, een parodie op haar nummer Dokter Bernhard, getiteld Dokter Chatbot.

## Singles
| Single met eventuele hitnotering(en) in de Nederlandse Top 40 | Datum van verschijnen | Datum van binnenkomst | Hoogste positie | Aantal weken | Opmerkingen |
| ------------------------------------------------------------- | --------------------- | --------------------- | --------------- | ------------ | --- |
| Tame me tiger                                                 | 1967                  | 25-11-1967            | tip             |              | als Bonny St. Claire met The Jets                                                                                           |
| Tame me tiger                                                 | 1967                  | 30-12-1967            | tip             |              | als Bonny St. Claire met The Jets                                                                                           |
| Let me come back home, mama                                   | 1969                  | 17-05-1969            | 24              | 6            | als Bonny St. Claire / #29 in de Hilversum 3 Top 30                                                                         |
| I won't stand between them                                    | 1970                  | 05-09-1970            | 5               | 14           | #6 in de Hilversum 3 Top 30                                                                                                 |
| Mañana mañana                                                 | 1972                  | 29-04-1972            | 11              | 8            | #8 in de Daverende Dertig                                                                                                   |
| Clap your hands and stamp your feet                           | 1972                  | 16-12-1972            | 3               | 12           | met Unit Gloria / #3 in de Daverende Dertig                                                                                 |
| Waikiki man                                                   | 1973                  | 19-05-1973            | 4               | 9            | met Unit Gloria / #5 in de Daverende Dertig / Alarmschijf                                                                   |
| Voulez-vous (Yes I do, I love you)                            | 1974                  | 30-03-1974            | 21              | 6            | met Unit Gloria / #23 in de Daverende Dertig                                                                                |
| Rocco (don't go) (live)                                       | 1975                  | 04-10-1975            | 28              | 5            | met Unit Gloria en Peter Koelewijn                                                                                          |
| Een heel gelukkig kerstfeest                                  | 1975                  | 27-12-1975            | 10              | 3            | met Ronnie Tober, Ciska Peters, Nico Haak, Willeke Alberti, Harmen Veerman en Ome Jan / #12 in de Nationale Hitparade       |
| Rocky                                                         | 1976                  | 22-05-1976            | 1(2wk)          | 11           | met Don Mercedes / Nr. 1 in de Nationale Hitparade                                                                          |
| Dokter Bernhard (Sister Mary)                                 | 1976                  | 10-07-1976            | 7               | 8            | met Ron Brandsteder / #6 in de Nationale Hitparade / #14 in de TROS Europarade / Veronica Alarmschijf Hilversum 3           |
| Ik ben gelukkig zonder jou                                    | 1976                  | 25-12-1976            | 6               | 9            | #19 in de Nationale Hitparade / Veronica Alarmschijf Hilversum 3                                                            |
| Stop me                                                       | 1977                  | 19-02-1977            | tip             |              | |
| (Don't let them) Stop the music                               | 1978                  |                       |                 |              | geen hit |
| Het grote sprookjeslied                                       | 1979                  | 26-01-1980            | 24              | 5            | met Corry Konings, Sandy, Alexander Curly, Willem Duyn en Nico Haak / #16 in de Nationale Hitparade / #23 in de TROS Top 50 |
| Pierrot                                                       | 1980                  | 24-05-1980            | 5               | 11           | #8 in de Nationale Hitparade / #6 in de TROS Top 50                                                                         |
| Bonnie kom je buiten spelen                                   | 1980                  | 25-10-1980            | 19              | 8            | #13 in de Nationale Hitparade / #29 in de TROS Top 50 / TROS Paradeplaat Hilversum 3                                        |
| De roos (The rose)                                            | 1980                  | 03-01-1981            | 26              | 5            | #23 in de Nationale Hitparade / #31 in de TROS Top 50                                                                       |
| Merlijn                                                       | 1981                  | 30-05-1981            | 33              | 3            | #18 in de Nationale Hitparade / #40 in de TROS Top 50                                                                       |
| Vlieg nooit te hoog                                           | 1981                  | 10-10-1981            | 34              | 4            | #16 in de Nationale Hitparade /#34 in de TROS Top 50                                                                        |
| Een kind een kind                                             | 1982                  | 10-04-1982            | tip             |              | met Lenny Kuhr, Dimitri van Toren, Shirley Zwerus, Willem Duyn en Alexander Curly                                           |
| Vreemdeling                                                   | 1982                  | 15-05-1982            | tip             |              | #36 in de Nationale Hitparade                                                                                               |
| I won't stand between them                                    | 1982                  | 18-12-1982            | tip             |              | |
| Verder valt 't wel mee (Avec simplicité)                      | 1983                  | 19-03-1983            | tip             |              | met Benny Neyman / #39 in de Nationale Hitparade / #35 in de TROS Top 50                                                    |
| Sla je arm om me heen                                         | 1983                  | 30-07-1983            | 13              | 7            | #11 in de Nationale Hitparade / #9 in de TROS Top 50                                                                        |
| Kwart voor één (The child in me)                              | 1983                  | 17-12-1983            | tip18           | -            | #45 in de Nationale Hitparade                                                                                               |
| Cassandra                                                     | 1984                  | 07-07-1984            | 24              | 5            | als Bonnie & José / #19 in de Nationale Hitparade / #36 in de TROS Top 50                                                   |
| Zoals vrienden doen (The way old friends do)                  | 1985                  | 30-08-1985            | 36              | 4            | als Bonnie & José / #18 in de Nationale Hitparade / #28 in de TROS Top 50                                                   |
| Doe alles nog een keer over (Kiss you all over)               | 1985                  | 05-10-1985            | tip15           | -            | |
| Waarom (Move on)                                              | 1985                  | 21-12-1985            |                 |              | als Bonnie & José / #35 in de Nationale Hitparade                                                                           |
| Het lijkt of ik droom (I close my eyes and count to ten)      | 1988                  | 14-05-1988            |                 |              | #51 in de Nationale Hitparade Top 100                                                                                       |
| Happy Xmas (War is over) / Gelukkig kerstfeest                | 1988                  | 10-12-1988            | 35              | 3            | Artiesten voor het Ronald McDonaldhuis / #15 in de Nationale Hitparade Top 100                                              |
| Morgen wordt alles anders                                     | 1991                  | 29-06-1991            | 17              | 8            | #12 in de Nationale Top 100                                                                                                 |
| Zeven jaren                                                   | 1991                  | 07-09-1991            | 32              | 3            | #21 in de Nationale Top 100                                                                                                 |
| Douwe                                                         | 1992                  | 01-02-1992            |                 |              | #63 in de Nationale Top 100                                                                                                 |
| 'n Engel als jij                                              | 1995                  | 25-02-1995            | tip21           | -            | als Bonnie & José |
| Haven/Masker af                                               | 1997                  |                       |                 |              | |
| Geef ons nog een keer een kans                                | 2008                  |                       |                 |              | |
| Morgen wordt alles anders (live)                              | 03-08-2010            |                       |                 |              | met Gerard Joling / #2 in de Mega Top 50                                                                                    |
| Anders                                                        | 10-2011               |                       |                 |              | met David Vandyck - Album Dichtbij                                                                                          |

### NPO Radio 2 Top 2000
| Nummers met noteringen in de NPO Radio 2 Top 2000 | '99  | '00  | '01  | '02  | '03  | '04  | '05  | '06  | '07  | '08  | '09 | '10  |
| ------------------------------------------------- | ---- | ---- | ---- | ---- | ---- | ---- | ---- | ---- | ---- | ---- | --- | ---- |
| I Won't Stand Between Them                        | 1130 | 1103 | 953  | 956  | 1099 | 1361 | 1267 | 1620 | 1587 | 1386 | -   | 1763 |
| Rocky (met Don Mercedes)                          | 1461 | 1288 | 1403 | 1607 | 1779 | 1747 | 1484 | 1746 | 1790 | 1667 | -   | -    |

1. ↑  Een '-' betekent dat het nummer niet was genoteerd en een vetgedrukt getal geeft de hoogste notering van een nummer aan.
2. ↑  Deze tabel is bijgewerkt tot en met de meest recente editie (2024).

## Autobiografie
- Bonnie Jongebloed-Swart, Kwam een vrouw bij de slijterij, Talent Agency, Amsterdam (2021), ISBN 9789090347462